# Стейсівілл (Мен)
Стейсівілл (англ. Stacyville) — місто (англ. town) в США, в окрузі Пенобскот штату Мен. Населення — 380 осіб (2020).

## Демографія
Згідно з переписом 2010 року, у місті мешкало 396 осіб у 162 домогосподарствах у складі 107 родин. Було 224 помешкання
Расовий склад населення:
| - 96,5 % — білих - 0,8 % — корінних американців - 0,3 % — чорних або афроамериканців - 0,3 % — азіатів |

До двох чи більше рас належало 2,0 %. Частка іспаномовних становила 0,8 % від усіх жителів.
За віковим діапазоном населення розподілялося таким чином: 24,2 % — особи молодші 18 років, 60,6 % — особи у віці 18—64 років, 15,2 % — особи у віці 65 років та старші. Медіана віку мешканця становила 42,0 року. На 100 осіб жіночої статі у місті припадало 121,2 чоловіків;  на 100 жінок у віці від 18 років та старших — 120,6 чоловіків також старших 18 років.
Середній дохід на одне домашнє господарство  становив 37 932 долари США (медіана — 31 625), а середній дохід на одну сім'ю — 48 202 долари (медіана — 51 250). Медіана доходів становила 42 000 доларів для чоловіків та 30 313 долари для жінок. За межею бідності перебувало 26,0 % осіб, у тому числі 22,6 % дітей у віці до 18 років та 9,1 % осіб у віці 65 років та старших.
Цивільне працевлаштоване населення становило 158 осіб. Основні галузі зайнятості: освіта, охорона здоров'я та соціальна допомога — 17,7 %, мистецтво, розваги та відпочинок — 15,2 %, роздрібна торгівля — 13,3 %, будівництво — 13,3 %.